# Dieta nazionale del Giappone
La Dieta nazionale del Giappone (国会?, kokkai, lett. "assemblea (会?, kai) della nazione (国?, koku)") è l'organo legislativo del Giappone.
È composta da due Camere: la Camera dei Rappresentanti (衆議院?, Shūgiin, camera bassa) e la Camera dei Consiglieri (参議院?, Sangiin, camera alta). Entrambe le Camere della Dieta sono direttamente elette con un sistema di voto parallelo. Capita spesso che gli elettori siano chiamati a votare per una sola delle Camere. Oltre che dell'adozione delle leggi, la Dieta è formalmente responsabile della scelta del primo ministro. Il Palazzo della Dieta Nazionale è situato in Nagatacho, Chiyoda, Tokyo.

## Composizione
La Camera dei Rappresentanti conta 465 membri (dal 2017) eletti ogni quattro anni. Può essere sciolta anzitempo se il primo ministro, o gli stessi membri, decidono di tenere un'elezione anticipata prima del termine della legislatura (articolo 7 della Costituzione del Giappone). La Camera dei Consiglieri conta 248 membri con un mandato di sei anni; ogni tre anni si ha il rinnovo della metà dei Consiglieri.
Possono diventare membri della Dieta:
- tutti i cittadini giapponesi di età superiore ai 25 anni, per la Camera dei Rappresentanti
- tutti i cittadini giapponesi di età superiore ai 30 anni per la Camera dei Consiglieri.

Nessuno può essere membro contemporaneamente di entrambe le Camere. Nessun membro può essere costretto alle dimissioni se non con una decisione approvata dai due terzi dei membri della Camera di appartenenza.
Ogni cittadino di almeno 18 anni (la maggiore età in Giappone) può votare in occasione delle elezioni. Entrambe le Camere della Dieta sono elette con un sistema di voto parallelo. Ciò significa che i seggi da assegnare in ogni elezione sono divisi in due gruppi, per ciascuno dei quali si procede con un metodo diverso; la maggiore differenza tra le Camere sta nella consistenza dei due gruppi e nel modo in cui vengono assegnati i seggi. Agli elettori è richiesto anche di esprimere due voti, uno per il singolo candidato in una circoscrizione, e uno per il partito. Il sistema di voto parallelo giapponese non deve essere confuso con il sistema misto usato in molti altri paesi.
- Camera dei Rappresentanti: 465 membri, 289 dei quali sono eletti in circoscrizioni uninominali con il sistema maggioritario, e 176 in undici blocchi elettorali con il sistema proporzionale.
- Camera dei Consiglieri: 248 membri, Dei 121 membri eletti a ogni tornata, 73 sono eletti nei 47 distretti delle prefetture per mezzo del voto singolo non trasferibile e 48 membri sono eletti con sistema proporzionale su base nazionale.

La Costituzione del Giappone non specifica il numero dei membri di ciascuna Camera della Dieta, né il sistema elettorale, né i requisiti necessari per il diritto di voto, permettendone perciò la determinazione per legge. È garantito comunque il suffragio universale e la segretezza del voto. Essa insiste anche sul fatto che la legge elettorale non discrimini « [...] per razza, credo, sesso, stato sociale, origini familiari, educazione, proprietà o reddito».
Generalmente, le modalità di elezione della Dieta sono regolate da leggi approvate dalla Dieta stessa. Siccome il Partito Liberal Democratico, che ha governato il Giappone per la maggior parte del dopoguerra, trae molto sostegno dalle aree rurali, esse sono state spesso sovra-rappresentate rispetto alle aree urbane. La Corte suprema iniziò ad esercitare il controllo giurisdizionale sulla proporzionalità delle leggi elettorali dopo la decisione Kurokawa del 1976, invalidando un'elezione in cui un distretto della Prefettura di Hyōgo era rappresentato cinque volte di più di un altro distretto nella Prefettura di Osaka. La Corte suprema ha da allora stabilito che il maggior divario elettorale possibile per la legge giapponese è di 3 a 1, e che ogni divario maggiore tra due distretti è una violazione dell'articolo 14 della Costituzione.

## Poteri

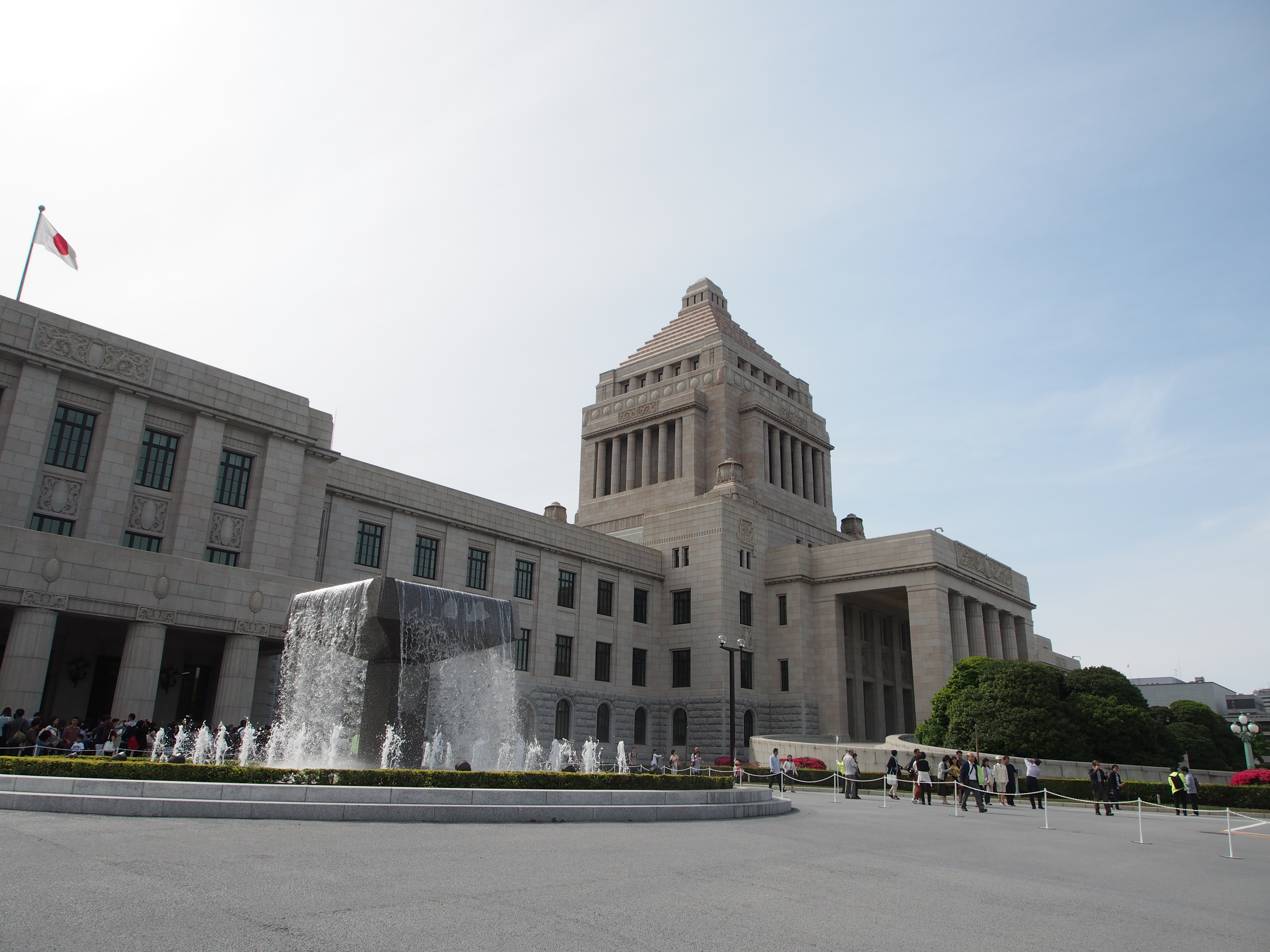
Il palazzo della Dieta nazionale, Tokyo (2017)

L'articolo 41 della Costituzione descrive la Dieta nazionale come "il massimo organo del potere statale" e "il solo organo legislativo dello Stato". Questa frase è in fortissimo contrasto con quella della Costituzione Meiji, che descriveva l'imperatore come l'unico ad esercitare il potere legislativo con il consenso della Dieta. Le responsabilità della Dieta includono non soltanto l'adozione di leggi ma anche l'approvazione del bilancio nazionale annuale preparato dal Governo e la ratifica dei trattati internazionali. Può anche proporre modifiche alla Costituzione che, se approvate, devono essere presentate al popolo in un referendum. La Dieta può condurre "indagini in relazione al Governo" (articolo 62). Il primo ministro deve essere designato da una risoluzione della Dieta, in quanto è stabilito il principio della supremazia del potere legislativo su quello esecutivo (articolo 67). Il governo può anche essere sfiduciato dalla Dieta se viene approvata una mozione di sfiducia, presentata da almeno 50 membri della Camera dei Rappresentanti. I membri del governo, inclusi il primo ministro e i membri del gabinetto, sono tenuti a comparire davanti alle commissioni investigative della Dieta e a rispondere alle interrogazioni parlamentari. La dieta ha inoltre il potere di mettere in stato di accusa i giudici sospettati di condotta criminale o irregolare.
Nella maggior parte delle circostanze, una proposta diventa legge se approvata da entrambe le Camere della Dieta e quindi promulgata dall'imperatore. Questo ruolo dell'imperatore è simile a quello della Sanzione Regia in qualche altro paese; in ogni modo l'imperatore non può rifiutarsi di promulgare una legge e per questo il suo ruolo legislativo è puramente formale.
La Camera dei Rappresentanti è la Camera più potente della Dieta. Mentre la Camera dei Rappresentanti normalmente non può imporsi sulla Camera dei Consiglieri per una legge, la Camera dei Consiglieri può solo ritardare l'approvazione del bilancio o un trattato internazionale già approvato dalla Camera dei Rappresentanti, e non ha quasi alcun potere di impedire alla Camera bassa di scegliere qualunque primo ministro di suo gradimento. Inoltre, una volta in carica, il primo ministro ha bisogno solo della fiducia della Camera bassa per continuare a governare. La Camera dei Rappresentanti può imporsi sulla Camera alta nelle seguenti circostanze:
- se una proposta di legge è adottata dalla Camera dei Rappresentanti e successivamente rifiutata, emendata o non approvata dai Consiglieri entro 60 giorni, la proposta diventa legge se approvata nuovamente dalla Camera dei Rappresentanti con una maggioranza dei due terzi dei presenti.
- se le Camere non riescono a trovare un accordo sul bilancio o su un trattato internazionale, anche dopo l'istituzione di un'apposita commissione della Dieta, o se la Camera dei Consiglieri non riesce a raggiungere una propria posizione su una proposta di bilancio o di trattato entro 30 giorni dall'approvazione da parte della Camera dei Rappresentanti, allora la decisione della Camera bassa vale per l'intera Dieta.
- se le Camere non sono d'accordo nella scelta del primo ministro, nemmeno con una commissione congiunta, o se la Camera dei Consiglieri non riesce a presentare un candidato entro 10 giorni dalla scelta della Camera dei Rappresentanti, allora la nomina della Camera bassa vale per l'intera Dieta.

## Attività

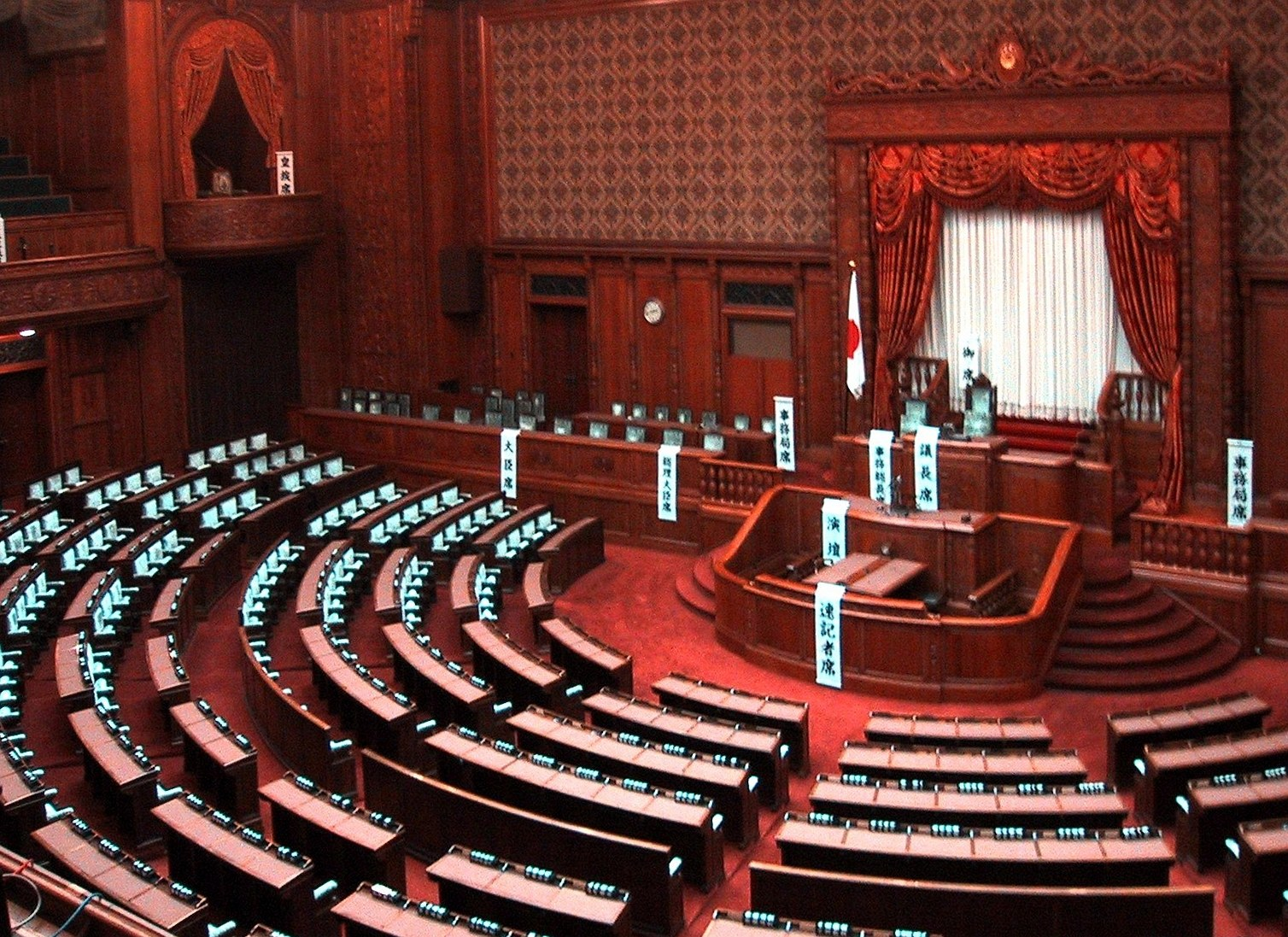
Camera dei Consiglieri

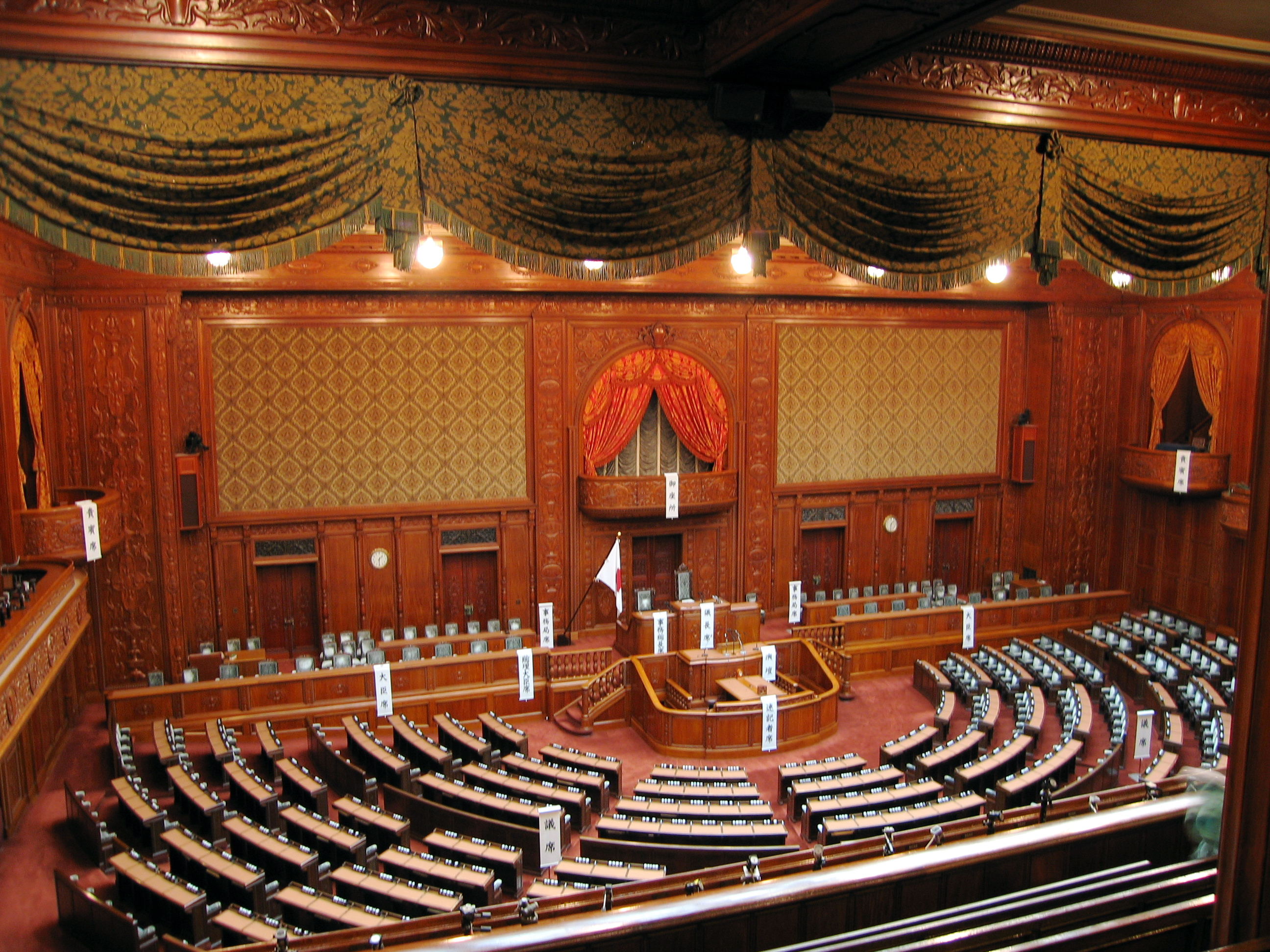
Camera dei Rappresentanti

Secondo la Costituzione, deve essere convocata almeno una sessione della Dieta ogni anno. Tecnicamente solo la Camera dei Rappresentanti è "sciolta" prima delle elezioni, ma mentre la Camera bassa è sciolta, la Camera dei Consiglieri è solitamente 'chiusa'. L'imperatore compie entrambi gli atti di convocazione della Dieta e scioglimento della Camera dei Rappresentanti su consiglio del Gabinetto. In caso di urgenza, il Gabinetto può convocare la Dieta per una sessione straordinaria che può essere richiesta da un quarto dei membri di entrambe le Camere. All'inizio di ogni sessione parlamentare l'imperatore legge, seduto sull'apposito trono nella Camera dei Consiglieri, uno speciale discorso che illustra il programma di lavoro del governo per l'anno a venire.
Il numero minimo di membri presenti per poter operare è di un terzo per ogni Camera; le proposte di legge rimangono in aula fino a quando non vengono rifiutate da almeno i due terzi dei presenti. Ogni Camera elegge il proprio presidente che esercita il suo diritto di voto in caso di pareggio. I membri di entrambe le Camere godono di alcune protezioni contro l'arresto mentre la Dieta è in sessione; i discorsi pronunciati e i voti espressi nella Dieta godono dei privilegi parlamentari. Ogni Camera della Dieta adotta il proprio regolamento parlamentare ed ha la responsabilità di disciplinare i propri membri. Un membro può essere espulso, ma solo con un voto adottato con la maggioranza dei due terzi. Ogni membro del Gabinetto ha il diritto di presentarsi in entrambe le Camere della Dieta per discutere delle proposte di legge, ed entrambe le Camere hanno il diritto di convocare i membri del Gabinetto.

## Storia
Il primo organo legislativo della storia moderna del Giappone è stata la Dieta imperiale (帝國議会?, Teikoku Gikai), prevista dalla Costituzione Meiji, attiva dal 1889 al 1947. La Costituzione Meiji fu adottata l'11 febbraio 1889, e la prima riunione della Dieta imperiale fu il 29 novembre 1890 anno in cui entrò in vigore la costituzione. La Dieta consisteva di una Camera dei Rappresentanti e di una Camera dei pari (貴族院; Kizokuin). La Camera dei Rappresentanti era eletta direttamente a suffragio limitato; il suffragio universale maschile fu introdotto nel 1925. La Camera dei pari, sull'esempio della Camera dei lord, era composta dagli appartenenti agli alti ranghi nobiliari.
La parola dieta deriva dal latino ed era usata comunemente per indicare un'assemblea nella Germania medievale. La Costituzione Meiji era largamente basata sul modello di monarchia costituzionale prussiano del diciannovesimo secolo, e la nuova Dieta fu modellata in parte sul Reichstag e in parte sul modello Westminster britannico. A differenza della moderna costituzione del Giappone, la Costituzione Meiji dava un vero ruolo politico all'Imperatore, anche se nella pratica i poteri dell'imperatore erano esercitati da un gruppo di oligarchi chiamati genrō.
Per diventare legge, una proposta di legge o di emendamento costituzionale doveva avere l'approvazione sia della Dieta, sia dell'imperatore. Questo significava che L'Imperatore, nonostante non potesse più legiferare per decreti, deteneva ancora un diritto di veto sulla Dieta. L'imperatore aveva inoltre una completa libertà nella scelta del primo ministro e del Gabinetto, e per questo, sotto la Costituzione Meiji, vennero spesso designati primi ministri che non godevano della fiducia della Dieta. La Dieta imperiale era limitata anche nel controllo del bilancio. Essa aveva infatti solo il diritto di rifiutare le proposte di bilancio del Governo e non quello di proporre emendamenti: in questo modo, quando la Dieta respingeva la proposta di bilancio e non ne veniva formulata una nuova, era automaticamente prorogato il bilancio dell'anno precedente.
La Costituzione del Giappone del dopoguerra, adottata nel 1947, creò un sistema più democratico e ribattezzò l'organo legislativo "Dieta nazionale". Il suffragio fu esteso alle donne per la prima volta e la Camera dei pari fu abolita e sostituita dalla Camera dei Consiglieri ad elezione diretta. L'Imperatore fu ridotto al suo presente ruolo, puramente cerimoniale, e la Dieta si dichiarò "il massimo organo del potere statale" (Articolo 41). Tutte le elezioni per la Dieta sono state tenute con il sistema del voto singolo non trasferibile.
Il sistema proporzionale per la Camera dei Consiglieri, introdotto nel 1982, fu la prima importante riforma elettorale del dopoguerra. Invece di scegliere singoli candidati all'interno delle circoscrizioni, come era in precedenza, gli elettori dovevano semplicemente indicare il partito di propria preferenza. I candidati Consiglieri erano inseriti nelle liste preparate dai partiti prima delle elezioni e venivano eletti sulla base della quota di voti ottenuta dai partiti su base nazionale. Questo sistema venne introdotto per ridurre le eccessive spese che i candidati sostenevano per le campagne elettorali nelle singole circoscrizioni. I critici accusano questo sistema di portare benefici solo ai due maggiori partiti, quello liberal-democratico (LDP) e quello socialista che, in effetti, furono i fautori di detta riforma.
Nel 1994 un sistema del genere fu introdotto per la metà dei membri della Camera dei Rappresentanti. Quando i liberal-democratici tornarono al governo nel 1996, il sistema venne modificato nei numeri attuali.